# مانويل زيلايا
مانويل زيلايا  (بالإسبانية: José Manuel Zelaya Rosales)‏ رئيس هندوراس السابق مواليد 20 سبتمبر/أيلول 1952 بكاتاكاماس التابعة لمحافظة أولانشو غربي هندوراس. أطيح به من الحكم بانقلاب عسكري في 28 يونيو/حزيران 2009.

## روابط خارجية
- مانويل زيلايا على موقع الموسوعة البريطانية (الإنجليزية)
- مانويل زيلايا على موقع مونزينجر (الألمانية)
- مانويل زيلايا على موقع إن إن دي بي (الإنجليزية)